# Hidaka (Wakayama)
Hidaka (日高町 Hidaka-chō?) es un pueblo localizado en la prefectura de Wakayama, Japón. En junio de 2019 tenía una población estimada de 7.665 habitantes y una densidad de población de 166 personas por km². Su área total es de 46,19 km².

## Geografía

### Localidades circundantes
- Prefectura de Wakayama
  - Gobō
  - Hirogawa
  - Mihama
  - Yura
  - Hidakagawa

## Demografía
Según los datos del censo japonés, esta es la población de Hidaka en los últimos años.
| Año del censo | Población |
| ------------- | --------- |
| 1995          | 6.926     |
| 2000          | 7.148     |
| 2005          | 7.344     |
| 2010          | 7.432     |
| 2015          | 7.641     |